# Державна служба технічного регулювання України
Державна служба технічного регулювання України — колишній центральний орган виконавчої влади України, що існував під час адміністративної реформи 2010 року. Наразі функції розділено між Міністерством економічного розвитку і торгівлі України та Державною ветеринарною та фітосанітарною службою.

## Історія
Державна служба технічного регулювання створена 9 грудня 2010 року шляхом реорганізації Державного комітету України з питань технічного регулювання та споживчої політики. Служба проіснувала недовго. 6 квітня 2011 року службу ліквідовано. Її функції покладено на Міністерство економічного розвитку і торгівлі України та Державну ветеринарну та фітосанітарну службу.